# Mackwiller
Mackwiller [makvilɛʁ]  est une commune française située dans la circonscription administrative du Bas-Rhin et, depuis le 1er janvier 2021, dans le territoire de la Collectivité européenne d'Alsace, en région Grand Est.
Depuis 1793, cette commune se trouve dans la région historique et culturelle d'Alsace.
Ses habitants se nomment les Mackwillerois et les Mackwilleroises.

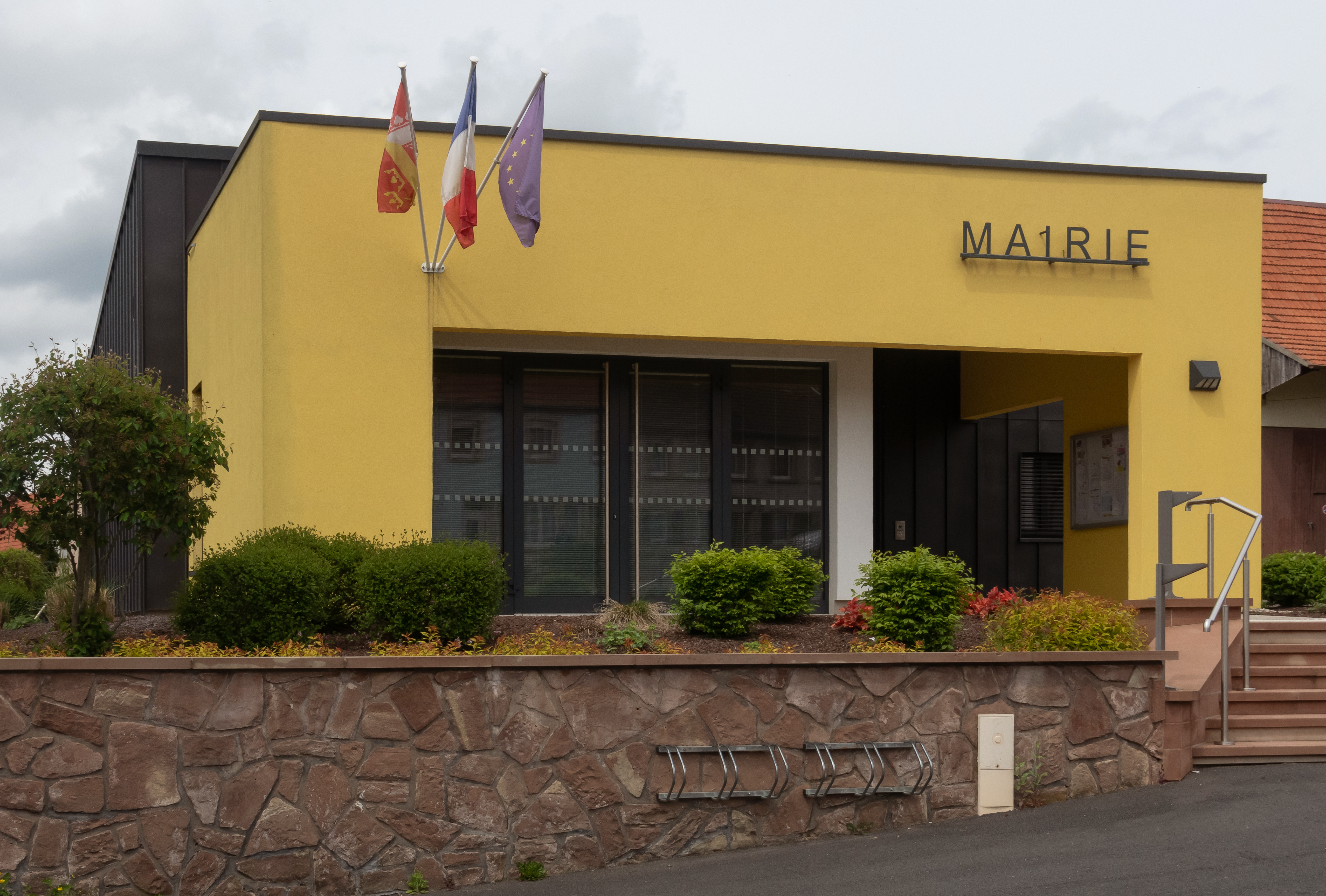
Mackwiller, la mairie.

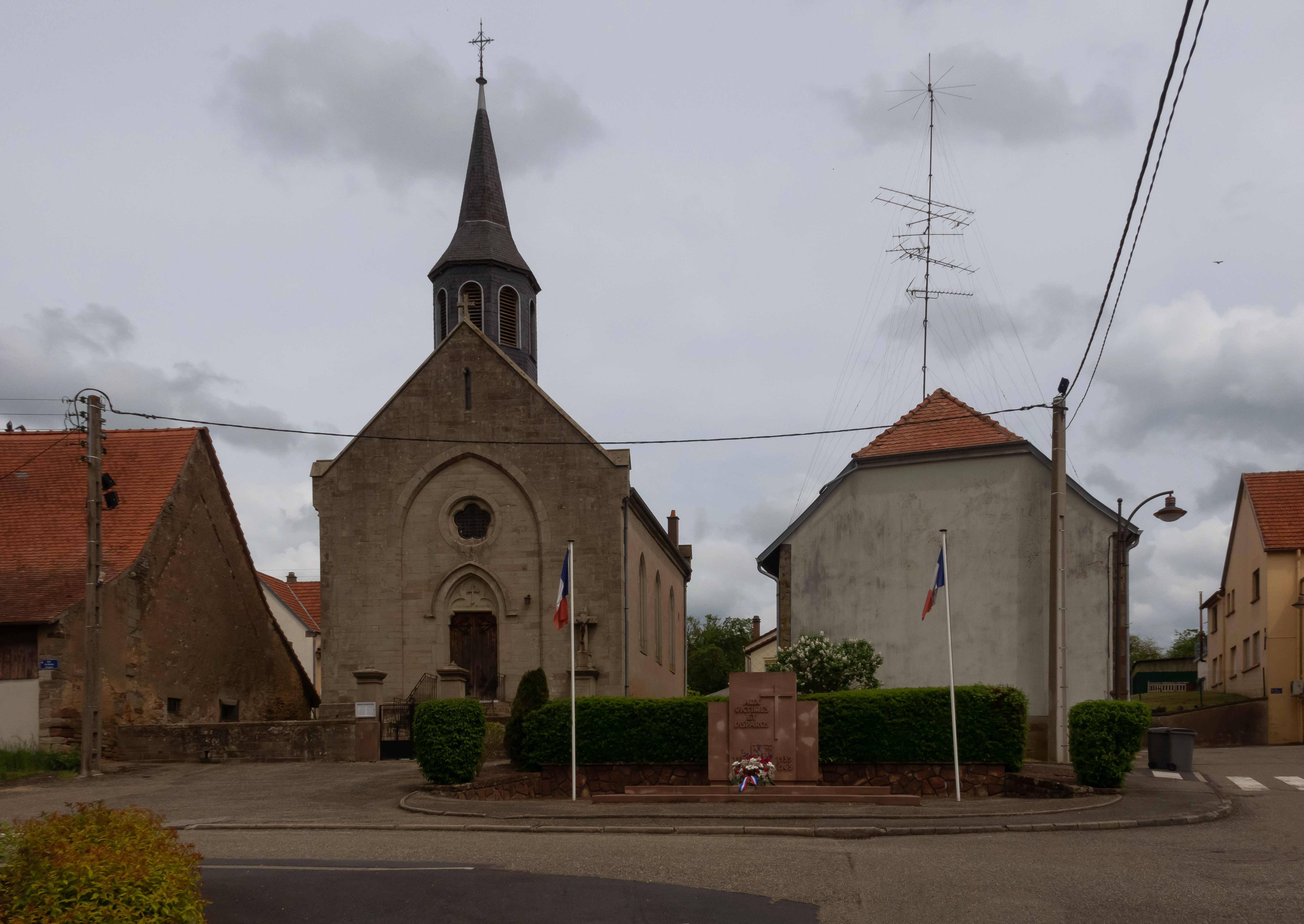
Mackwiller, l'église.

## Géographie
Village situé en Alsace-Bossue, Mackwiller est desservie par la ligne de bus 401 (Diemeringen - Drulingen - La Petite-Pierre) qui remplace la section fermée de la ligne de train allant de Réding à Diemeringen.
Le paysage de la commune est de type rural. Le sous-sol est argilo-calcaire et de grès.
Il y a aussi deux forêts nommées Totenberg et Faessboesch.
| Domfessel      | Lorentzen        | Diemeringen |
| Rimsdorf       | Mackwiller       | Waldhambach |
| Thal-Drulingen | Rexingen et Berg | Adamswiller |

La commune est classée en zone de sismicité 2, correspondant à une sismicité faible.

### Hydrographie
La commune est dans le bassin versant du Rhin au sein du bassin Rhin-Meuse. Elle est drainée par le ruisseau l'Eichel, le ruisseau Muehlgraben et le ruisseau Hoellgraben,.
L'Eichel, d'une longueur totale de 32,4 km, prend sa source dans la commune de Petersbach et se jette  dans la Sarre à Herbitzheim, après avoir traversé 16 communes. Les caractéristiques hydrologiques de l'Eichel sont données par la station hydrologique située sur la commune de Diemeringen. Le débit moyen mensuel est de 1,28 m3/s. Le débit moyen journalier maximum est de 18,8 m3/s, atteint lors de la crue du 6 mars 2020. Le débit instantané maximal est quant à lui de 41,1 m3/s, atteint le 8 avril 2022.

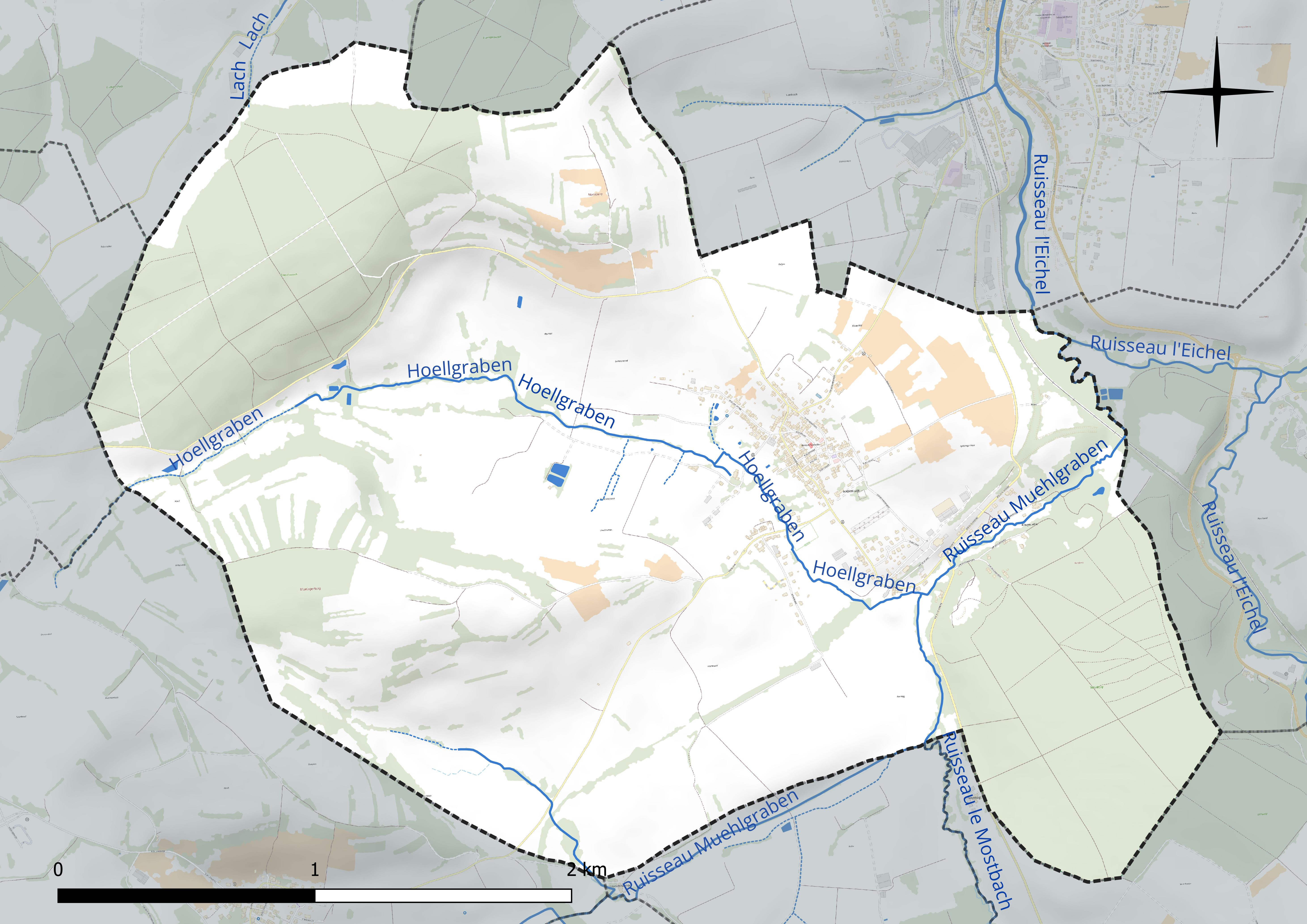
Réseau hydrographique de Mackwiller.

### Climat
Pour des articles plus généraux, voir Climat du Grand Est et Climat du Bas-Rhin.
En 2010, le climat de la commune est de type climat des marges montargnardes, selon une étude du Centre national de la recherche scientifique s'appuyant sur une série de données couvrant la période 1971-2000. En 2020, Météo-France publie une typologie des climats de la France métropolitaine dans laquelle la commune est exposée à un climat semi-continental et est dans la région climatique  Vosges, caractérisée par une pluviométrie très élevée (1 500 à 2 000 mm/an) en toutes saisons et un hiver rude (moins de 1 °C). 
Pour la période 1971-2000, la température annuelle moyenne est de 9,9 °C, avec une amplitude thermique annuelle de 17,2 °C. Le cumul annuel moyen de précipitations est de 854 mm, avec 12,1 jours de précipitations en janvier et 10 jours en juillet. Pour la période 1991-2020, la température moyenne annuelle observée sur la station météorologique de Météo-France la plus proche, « Berg », sur la commune de Berg à 4 km à vol d'oiseau, est de 10,4 °C et le cumul annuel moyen de précipitations est de 801,8 mm. 
La température maximale relevée sur cette station est de 37,4 °C, atteinte le 25 juillet 2019 ; la température minimale est de −16,8 °C, atteinte le 7 février 2012,,. 
Les paramètres climatiques de la commune ont été estimés pour le milieu du siècle (2041-2070) selon différents scénarios d'émission de gaz à effet de serre à partir des nouvelles projections climatiques de référence DRIAS-2020. Ils sont consultables sur un site dédié publié par Météo-France en novembre 2022.

## Urbanisme

### Typologie
Au 1er janvier 2024, Mackwiller est catégorisée commune rurale à habitat dispersé, selon la nouvelle grille communale de densité à sept niveaux définie par l'Insee en 2022.
Elle est située hors unité urbaine et hors attraction des villes,.

### Occupation des sols
L'occupation des sols de la commune, telle qu'elle ressort de la base de données européenne d’occupation biophysique des sols Corine Land Cover (CLC), est marquée par l'importance des territoires agricoles (68,5 % en 2018), en diminution par rapport à 1990 (70,7 %). La répartition détaillée en 2018 est la suivante : 
zones agricoles hétérogènes (35 %), forêts (26 %), prairies (24,4 %), terres arables (9 %), zones urbanisées (5,6 %). L'évolution de l’occupation des sols de la commune et de ses infrastructures peut être observée sur les différentes représentations cartographiques du territoire : la carte de Cassini (XVIIIe siècle), la carte d'état-major (1820-1866) et les cartes ou photos aériennes de l'IGN pour la période actuelle (1950 à aujourd'hui).

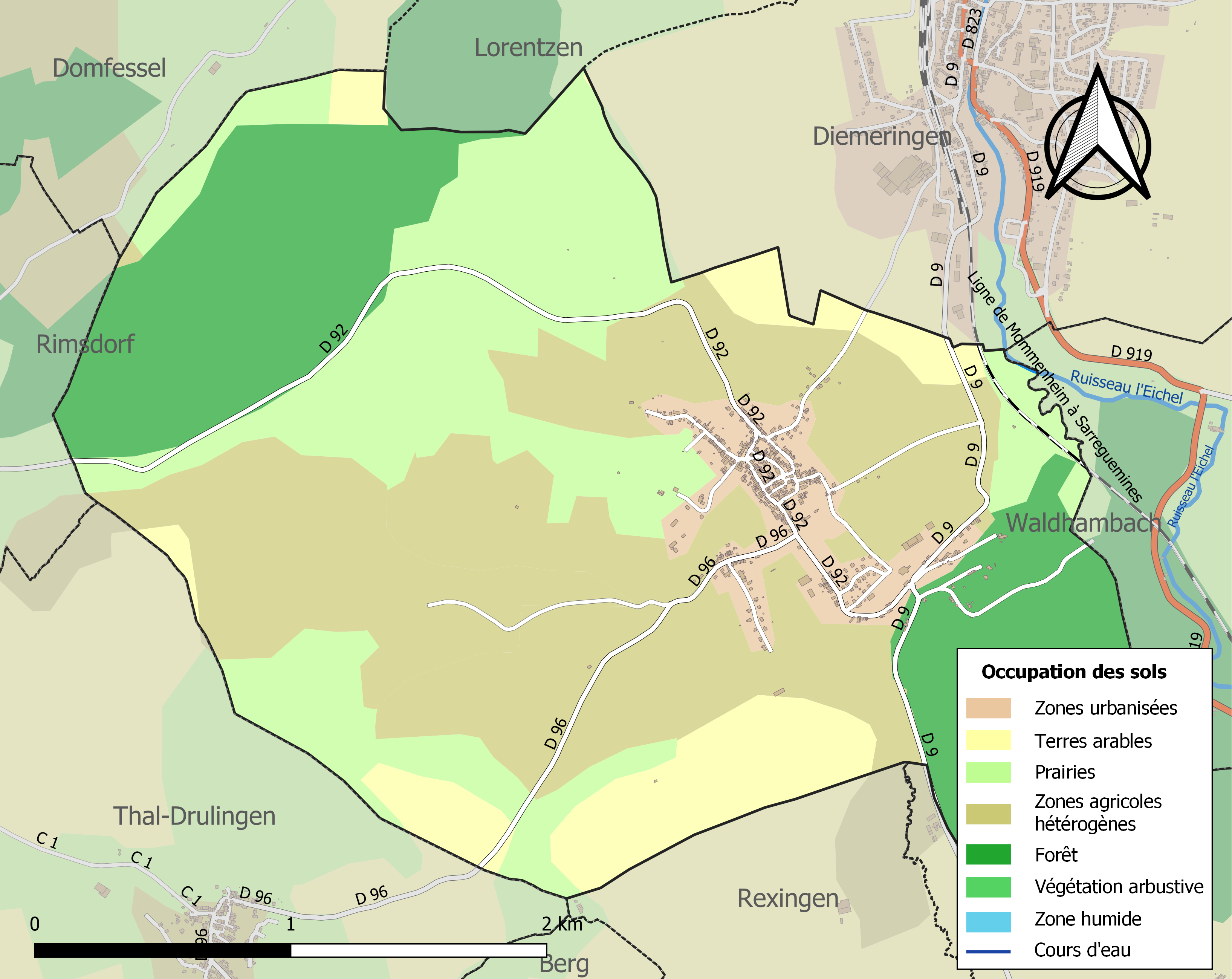
Carte des infrastructures et de l'occupation des sols de la commune en 2018 (CLC).

## Histoire
Avant 1793, la commune appartenait au comté de Sarrewerden, devenant par la suite alsacienne.

## Toponymie
- villare Macchone (712), Macunervilare (715), Makveiller (1793).
- Màckwiller en francique rhénan. Mackweiler en allemand.

## Politique et administration
Mackwiller adhère à la communauté de communes de l'Alsace Bossue.
| Période                                  | Période   | Identité            | Étiquette | Qualité |
| ---------------------------------------- | --------- | ------------------- | --------- | ------- |
| 1977                                     | 1983      | Erwin Gressel       |           |         |
| 1983                                     | 1989      | Edouard Hertzog     |           |         |
| 1989                                     | 1995      | Edouard Hertzog     |           |         |
| 1995                                     | 2001      | Jean-Pierre Schmitt |           |         |
| mars 2001                                | mars 2008 | Jean-Pierre Schmitt |           |         |
| mars 2008                                | mars 2020 | Béatrice Beck       |           |         |
| mars 2020                                | En cours  | Emmanuel Wittmann   |           |         |
| Les données manquantes sont à compléter. |           |                     |           |         |

### Instances judiciaires et administratives
Mackwiller relève du tribunal d'instance de Saverne, du tribunal de grande instance de Saverne, de la cour d'appel de Colmar, du tribunal pour enfants de Saverne, du conseil de prud'hommes de Saverne, de la chambre commerciale du tribunal de grande instance de Saverne, du tribunal administratif de Strasbourg et de la cour administrative d'appel de Nancy.
La commune se trouve dans la circonscription de gendarmerie de la brigade de proximité de Drulingen.

## Population et société

### Démographie
L'évolution du nombre d'habitants est connue à travers les recensements de la population effectués dans la commune depuis 1793. Pour les communes de moins de 10 000 habitants, une enquête de recensement portant sur toute la population est réalisée tous les cinq ans, les populations de référence des années intermédiaires étant quant à elles estimées par interpolation ou extrapolation. Pour la commune, le premier recensement exhaustif entrant dans le cadre du nouveau dispositif a été réalisé en 2004.

En 2022, la commune comptait 525 habitants, en évolution de −10,87 % par rapport à 2016 (Bas-Rhin : +3,17 %, France hors Mayotte : +2,11 %).
| 1793 | 1800 | 1806 | 1821 | 1831 | 1836 | 1841 | 1846 | 1851 |
| ---- | ---- | ---- | ---- | ---- | ---- | ---- | ---- | ---- |
| 367  | 448  | 551  | 678  | 742  | 790  | 798  | 733  | 750  |

| 1856 | 1861 | 1866 | 1871 | 1875 | 1880 | 1885 | 1890 | 1895 |
| ---- | ---- | ---- | ---- | ---- | ---- | ---- | ---- | ---- |
| 648  | 686  | 725  | 778  | 769  | 774  | 725  | 751  | 765  |

| 1900 | 1905 | 1910 | 1921 | 1926 | 1931 | 1936 | 1946 | 1954 |
| ---- | ---- | ---- | ---- | ---- | ---- | ---- | ---- | ---- |
| 778  | 827  | 853  | 758  | 723  | 660  | 700  | 602  | 633  |

| 1962 | 1968 | 1975 | 1982 | 1990 | 1999 | 2004 | 2006 | 2009 |
| ---- | ---- | ---- | ---- | ---- | ---- | ---- | ---- | ---- |
| 660  | 672  | 671  | 683  | 635  | 612  | 619  | 613  | 596  |

| 2014 | 2019 | 2022 | - | - | - | - | - | - |
| ---- | ---- | ---- | - | - | - | - | - | - |
| 578  | 547  | 525  | - | - | - | - | - | - |

## Culture locale et patrimoine

### Lieux et monuments
- Les thermes gallo-romains et le mausolée de Mythra[25].
- L'église protestante (dont les sous-sols étaient autrefois utilisés comme prison) et l'église catholique.

### Héraldique
| Blason de Mackwiller | Blason  | Coupé : au premier d'azur semé de billettes d'or, au lion issant du même couronné de gueules, au second d'argent à la barre de gueules. |
| Blason de Mackwiller | Détails | |